# イヴォ・バフスカ
イヴォ・ミラン・バフスカ（Ivo Milan Babuška, 1926年3月22日 - 2023年4月12日）は、チェコ系アメリカ人の数学者。
有限要素法の研究や偏微分方程式におけるバフスカ＝ラックス＝ミルグラムの定理の証明で知られる。彼を代表する有限要素法の研究結果はラディゼンスカヤ＝バフスカ＝ブレッツィ（LBB）条件とよばれる。これは安定した混合剤に十分な条件を与えるものである。